# Perdita albescens
Perdita albescens là một loài Hymenoptera trong họ Andrenidae. Loài này được Timberlake mô tả khoa học năm 1980.